# Pleoticus steindachneri
Pleoticus steindachneri is een tienpotigensoort uit de familie van de Solenoceridae. De wetenschappelijke naam van de soort is voor het eerst geldig gepubliceerd in 1914 door Balss.